# کمپین خط
کمپین خط یک پویش مردمی است که جهت ترویج فرهنگ رانندگی بین خطوط در ایران فعالیت می‌کند.
ایده تشکیل این کمپین اولین بار توسط چند کاربر توییتر و در پی بحث بر سر تأثیرات رانندگی منظم و بین خطوط بر حجم ترافیک و شلوغی معابر شهر تهران شکل گرفت.
این کمپین با توجه به موج نفوذ شبکه‌های اجتماعی برخط در میان مردم ایران، با استفاده از ابزارهایی چون هشتگ و تعریف هشتگ #بین_خطوط برای پیگیری اخبار و فعالیت‌های وابسته به این کمپین توسط کاربران شبکه‌های مجازی، و با شعار تبلیغاتی من بین خطوط می‌رانم، اهداف خود را دنبال می‌کند.
مهم‌ترین اصل مورد نظر این کمپین جهت پیشبرد اهداف اصلی، این تفسیر اجتماعی است که برای اصلاح رفتارهای ناهنجار اجتماعی، هر فرد در آن اجتماع باید اصلاح را از خودش شروع کند.
فعالیت کمپین خط از تهران آغاز شد و بعد از حمایت مشاهیری چون رضا کیانیان، نجمه خدمتی و مهناز افشار، و همچنین اقدامات تبلیغاتی افراد فعال کمپین، که باعث آشنایی مردم دیگر شهرهای ایران با این پویش مردمی شده بود، به شهرهای دیگری چون گرگان، کرمانشاه و مشهد، و پس از آن به بسیاری شهرهای دیگر گسترش یافته‌است.

## فعالیت‌ها
مهم‌ترین و اولین ایده و فعالیت راهبردی اعضای این کمپین، طراحی برچسب‌هایی با نوشته من #بین_خطوط می‌رانم برای نصب بر روی شیشه یا صندوق عقب خودروهای متعلق به افراد حامی این فرهنگ است که با استقبال گسترده عموم مردم روبرو شده‌است.
از دیگر فعالیت‌های کلیدی اعضای کمپین خط می‌توان به طراحی و انتشار تصاویر و پوسترهای تبلیغاتی از طریق شبکه‌های اجتماعی نظیر اینستاگرام، تلگرام و توییتر، و همچنین برقراری ارتباط با سازمان‌های دخیل در امر فرهنگ‌سازی و ترافیک جهت پشتیبانی و گسترش فعالیت کمپین اشاره کرد.

## پیشرفت‌ها و دستاوردها
به گفته سردار حسینی، فرمانده پلیس راهور تهران، این کمپین تأثیر به سزایی بر نظم و رعایت قانون رانندگی بین خطوط در مدت فعالیت خود داشته و وضعیت رانندگی در معابر تهران بهتر شده‌است و همچنین رانندگانی که مرتکب تخلف شوند، ۴۰ هزار تومان جریمه خواهند شد.

## تاریخچه
در تاریخ ۱۹ بهمن ۱۳۹۴ کاربری در توییتر با انتشار تفکر شخصی خود در مورد تأثیر حرکت خودروها بین خطوط سفید مسیر بر سرعت تردد آن‌ها، حجم ترافیک و مصرف سوخت، نظر دنبال‌کنندگان خود را به این موضوع جلب کرد؛ کاربر دیگری با یادآوری ایده خود مبنی بر چاپ و نصب برچسب روی خودروها و به نتیجه نرسیدن این ایده، جرقه تشکیل کمپین و فعالیت در راستای ترویج این فرهنگ را در ذهن او ایجاد کرد که پس از آن کمپین خط با تشکیل گروهی در پیام‌رسان تلگرام عملاً فعالیت خود را آغاز کرد.
پس از آن، فعالیت کمپین در غالب تشکیل کانال تلگرام، صفحه اینستاگرام و سپس توییتر، و بعد از آن به صورت کنش‌هایی نظیر تهیه و توزیع برچسب‌های تبلیغاتی کمپین گسترش یافت.

## پشتیبان‌ها
تا به امروز نهادهای چون پلیس راهور ناجا با وعده اعمال مجازات قانونی برای عدم حرکت بین خطوط، و همچنین تارنماهای دیجیاتو و لرن روت حمایت خود از کمپین خط را به‌طور رسمی اعلام نموده‌اند.
در تاریخ ۵ اردیبهشت ۱۳۹۵ و در پی مذاکره طراح کمپین خط با فرمانده پلیس راهنمایی و رانندگی تهران بزرگ، این سازمان موافقت خود جهت همکاری و پشتیبانی از کمپین را با نصب برچسب‌های کمپین بر روی خودروهای پلیس و همچنین اعمال قانون و جریمه متخلفان رانندگی روی خطوط اعلام کرد.